# Canal Bruniquel
Pour les articles homonymes, voir Bruniquel (homonymie) et Lelièvre.
Le canal Bruniquel, également appelé canal Lelièvre ou canal de Villèle, est un canal d'irrigation en maçonnerie situé à Saint-Paul sur l'île de La Réunion.
Situé sur le territoire communal de Saint-Paul, il a été construit entre 1867 et 1868 par Joseph Lelièvre pour alimenter en eau les champs de cannes à sucre qu'il possédait à L'Ermitage ainsi que sa sucrerie de Bruniquel, édifiée en 1865.
Capté dans le bassin Malheur, situé dans la ravine Saint-Gilles, le liquide s'écoulait vers le sud-sud-ouest dans le canal à ciel ouvert et faisait notamment fonctionner au début de son parcours, à une époque, le moulin kader de Saint-Gilles. Une station de pompage construite près de ce moulin durant l'entre-deux-guerres envoie de l'eau jusqu'à l'usine sucrière de Vue-Belle par une dérivation métallique.